# Chypre aux Jeux olympiques d'été de 2004
Chypre participe aux Jeux olympiques d'été de 2004 à Athènes. Il s'agit de leur 7e participation à des Jeux d'été.
La délégation chypriote, composée de 20 athlètes, termine sans médaille.